# HC Keski-Uusimaa
Le HC Keski-Uusimaa, anciennement le HC Kerava, est un club de hockey sur glace finlandais situé à Kerava. Il évolue en Mestis, le second échelon finlandais.